# Fåhræus-Lindqvist-Effekt
Als Fåhræus-Lindqvist-Effekt oder Axialmigration („Wanderung zur Achse hin“) wird die Abnahme der scheinbaren Viskosität des Blutes bei abnehmendem Durchmesser eines Gefäßes bezeichnet. Der Effekt wurde 1931 von Fåhræus und Lindqvist zunächst an Glasröhrchen beschrieben.
In Gefäßen von 7 bis 10 Mikrometern Durchmesser ist die scheinbare Viskosität des Blutes nur noch geringfügig höher als die des Plasmas.
Die Abnahme der scheinbaren Viskosität kommt neben einer Verformung (Fluidität) der Erythrozyten dadurch zustande, dass sich die Erythrozyten bei laminarer Strömung in der Mitte des Blutstroms durch geringere Scherkräfte schneller bewegen, was eine vermehrte Verschiebung dorthin bewirkt. Dadurch kommt es zur Entstehung einer zellarmen Gleitschicht mit niedriger Viskosität (Randzone), die die Fortbewegung der zentralen Flüssigkeit mit den Erythrozyten beschleunigt. 
Durch den Fåhræus-Lindqvist-Effekt hat der Hämatokrit nur einen geringen Einfluss auf die Größe des peripheren Widerstandes in kleinen Gefäßen.